# دارين كلارك (لاعب غولف)
دارين كلارك (بالإنجليزية: Darren Clarke)‏ هو لاعب غولف بريطاني، ولد في 14 أغسطس 1968 في دانغنون ‏ في المملكة المتحدة.

## وصلات خارجية
- الموقع الرسمي
- دارين كلارك على موقع رابطة لاعبي الغولف المحترفين (الإنجليزية)
- دارين كلارك على موقع رابطة أوروبا للاعبي الغولف المحترفين (الإنجليزية)
- دارين كلارك على موقع رابطة اليابان للاعبي الغولف المحترفين (الإنجليزية)
- دارين كلارك على موقع التصنيف العالمي الرسمي للغولف (الإنجليزية)
- دارين كلارك على موقع IMDb (الإنجليزية)
- دارين كلارك على موقع إن إن دي بي (الإنجليزية)